# Oberster Mönchspatriarch Thailands
Der Oberste Mönchspatriarch oder Saṅgharāja; (thailändisch สมเด็จพระสังฆราช, RTGS Somdet Phra Sangkharat) ist das Oberhaupt des Sangha, also des Ordens buddhistischer Mönche in Thailand.

## Geschichte
Für einzelne regionale oder ethnische Gruppierungen ist die Institution belegbar ab 1592. Das Amt des Obersten Patriarchen aller Mönche des Landes wurde 1782 bald nach Gründung der Chakri-Dynastie von Rama I. eingerichtet. Zugleich eingeführt wurden Registrierungspflichten der Äbte und Ausweispapiere (“ordination certificate”) für Mönche. Dabei orientierte man sich an älteren Vorbildern. Unter Rama I. teilte man die Verwaltung der Sangha in fünf Gruppen, je unter einem Mönch im „Somdet“-Rang stehend: „nördliche“ und „südliche“ Gāmavāsī, („Dorf-“ oder „Stadtmönche“) Araññavāsī („Waldmönche“) dazu „zentral“, letzterer unterstanden alle Mönche in den königlichen Tempeln von Bangkok und den sechs umliegenden Provinzen. Für die der Ethnie der Mon zugerechneten Mönche und Tempel gab es anfangs noch eine getrennte Verwaltung.
König Rama IV. (Mongkut) gliederte – nach der von ihm ausgehenden Aufspaltung des Sangha in zwei Orden – die Somdets in je einen nördlichen und südlichen für die Mahānikai, einen für Thammayut und einen für die Waldtradition.
Das Amt des Saṅgharāja wird offiziell vom König Thailands auf Lebenszeit verliehen, obwohl eine „Wahl“ durch ältere Mönche stattfindet. Seine Kompetenzen und die des beigegebenen Konzils (Mahatherasamakhom) regelt seit 1902 das mehrfach überarbeitete Sangha-Gesetz. Ernannt wurden oft Angehörige der erweiterten königlichen Familie. Prinz Vajirañāṇavarorasa (Prinz Wachirayan), ein Sohn König Ramas IV. (Mongkuts), amtierte 1910 bis 1921. Er führte ein wenig auf Meditation, mehr auf Studium des Kanons basierendes Ausbildungssystem ein.

## Liste der Obersten Mönchspatriarche
| Offizieller Titel und Name als Patriarch                                                                          | Weltlicher Name evtl. Ordinationsname                                | Amtszeit (Buddhist Era) | Amtszeit (u. Z.) | Abt von            | Orden     |
| --- | -------------------------------------------------------------------- | ----------------------- | ---------------- | ------------------ | --------- |
| 1. Somdet Phra Ariyawongsayan Somdet Phra Sangkharat สมเด็จพระอริยวงษญาณ สมเด็จพระสังฆราช                             | Si ศรี                                                                | 2325–2337               | 1782–1794        | Wat Rakhang        |           |
| 2. Somdet Phra Ariyawongsayan Somdet Phra Sangkharat                                                              | Suk ศุข                                                               | 2337–2359               | 1794–1816        | Wat Mahathat       |           |
| 3. Somdet Phra Ariyawongsayan Somdet Phra Sangkharat                                                              | Mi มี                                                                 | 2359–2362               | 1816–1819        | Wat Mahathat       |           |
| 4. Somdet Phra Ariyawongsayan Somdet Phra Sangkharat                                                              | Suk / Nanasamvara สุก ญาณสังวร                                         | 2363–2365               | 1820–1822        | Wat Mahathat       |           |
| 5. Somdet Phra Ariyawongsayan Somdet Phra Sangkharat                                                              | Don ด่อน                                                              | 2365–2385               | 1822–1842        | Wat Mahathat       |           |
| 6. Somdet Phra Ariyawongsayan Somdet Phra Sangkharat                                                              | Nak นาค                                                              | 2386–2392               | 1843–1849        | Wat Ratchaburana   |           |
| 7. Somdet Phra Maha Samana Chao Krommaphra Paramanuchit Chinorot สมเด็จพระมหาสมณเจ้า กรมพระปรมานุชิตชิโนรส             | Prinz Wasukri / Suvannaramsi พระเจ้าลูกยาเธอ พระองค์เจ้า วาสุกรี สุวัณณรังสี   | 2394–2396               | 1851–1853        | Wat Pho            |           |
| 8. Somdet Phra Maha Samana Chao Krom Phraya Pavares Variyalongkorn สมเด็จพระมหาสมณเจ้า กรมพระยาปวเรศวริยาลงกรณ์       | Prinz Roek พระเจ้าบวรวงศ์เธอ พระองค์เจ้าฤกษ์ ปญฺญาอคฺคโต                    | 2396–2435               | 1853–1892        | Wat Bowonniwet     | Thammayut |
| 9. Somdet Phra Ariyawongsakhatayan Somdet Phra Sangkharat สมเด็จพระอริยวงศาคตญาณ สมเด็จพระสังฆราช                     | Sa / Pussadevo สา ปุสฺสเทโว                                            | 2436–2442               | 1893-1899        | Wat Ratchapradit   | Thammayut |
| 10. Somdet Phra Maha Samana Chao Krom Phraya Vajirananavarorasa สมเด็จพระมหาสมณเจ้า กรมพระยาวชิรญาณวโรรส             | Prinz Manutsayanagamanop พระเจ้าลูกยาเธอ พระองค์เจ้ามนุษยนาคมานพ          | 2453–2464               | 1910-1921        | Wat Bowonniwet     | Thammayut |
| 11. Somdet Phra Sangkharat Chao Krommaluang Chinaworasiriwat สมเด็จพระสังฆราชเจ้า กรมหลวงชินวรสิริวัฒน์                   | Prinz Phuchong Chomphunut / Sirivaddhano ม.จ.ภุชงค์ สิริวฑฺฒโน            | 2464–2480               | 1921–1937        | Wat Ratchabophit   | Thammayut |
| 12. Somdet Phra Ariyawongsakhatayan Somdet Phra Sangkharat สมเด็จพระอริยวงศาคตญาณ                                   | Phae / Tissadevo แพ ติสฺสเทโว                                          | 2481–2487               | 1938–1944        | Wat Suthat         | Mahanikai |
| 13. Somdet Phra Sangkharat Chao Krommaluang Vajirayanavangsa / Wachirayanawong สมเด็จพระสังฆราชเจ้า กรมหลวงวชิรญาณวงศ์ | Mom Ratchawong Chuen Nopphawong / Sucitto ม.ร.ว. ชื่น นพวงศ์ สุจิตฺโต      | 2488–2501               | 1945–1958        | Wat Bowonniwet     | Thammayut |
| 14. Somdet Phra Ariyawongsakhatayan Somdet Phra Sangkharat                                                        | Plot / Kittisobhana ปลด กิตฺติโสภโณ                                     | 2503–2505               | 1960–1962        | Wat Benchamabophit | Mahanikai |
| 15. Somdet Phra Ariyawongsakhatayan Somdet Phra Sangkharat                                                        | Yu / Nanodayo อยู่ ญาโณทโย                                             | 2506–2508               | 1963–1966        | Wat Saket          | Mahanikai |
| 16. Somdet Phra Ariyawongsakhatayan Somdet Phra Sangkharat                                                        | Chuan / Utthayi จวน อุฏฺฐายี                                            | 2508–2514               | 1965–1971        | Wat Makut          | Thammayut |
| 17. Somdet Phra Ariyawongsakhatayan Somdet Phra Sangkharat                                                        | Pun / Punnasiri ปุ่น ปุณฺณสิริ                                             | 2515–2516               | 1972–1973        | Wat Pho            | Mahanikai |
| 18. Somdet Phra Ariyawongsakhatayan Somdet Phra Sangkharat                                                        | Wat / Vasano วาสน์ วาสโน                                              | 2516–2531               | 1973–1988        | Wat Ratchabophit   | Thammayut |
| 19. Somdet Phra Nyanasamvara / Yannasangwon Somdet Phra Sangkharat สมเด็จพระญาณสังวร สมเด็จพระสังฆราช                 | Charoen Gajavatra (Charoen Khachawat) / Suvaddhano เจริญ คชวัตร สุวัฑฒโน | 2532–2556               | 1989–2013        | Wat Bowonniwet     | Thammayut |

Auch in Laos vor der Befreiung, kannte man die Institution des Saṅgharāja. In Kambodscha blieb vor 1975 die Verwaltung für Mahanikai und Thammayut getrennt. Der Versuch 1982 eine gemeinsame oberste Autorität einzurichten scheiterte nach wenigen Jahren.